# Cục Điều tra Liên bang
Cục Điều tra Liên bang Mỹ (tên gốc tiếng Anh: Federal Bureau of Investigation viết tắt là FBI) là cơ quan tình báo và an ninh nội địa của Hoa Kỳ và là cơ quan thực thi pháp luật liên bang chính của Hoa Kỳ. Là một cơ quan của Bộ Tư pháp Hoa Kỳ, FBI là thành viên của Cộng đồng Tình báo Hoa Kỳ và báo cáo với cả Bộ trưởng Tư pháp và Giám đốc Tình báo Quốc gia. Là một tổ chức chống khủng bố, phản gián và điều tra hình sự hàng đầu của Hoa Kỳ, FBI có thẩm quyền đối với các hành vi vi phạm hơn 200 loại tội liên bang.
Mặc dù nhiều chức năng của FBI là độc nhất, nhưng các hoạt động hỗ trợ an ninh quốc gia của cơ quan này lại tương đương với các hoạt động của MI5 và NCA của Anh, GCSB của New Zealand và FSB của Nga. Không như Cơ quan Tình báo Trung ương (Central Intellience Agency - CIA) không có thẩm quyền thực thi pháp luật và tập trung vào việc thu thập thông tin tình báo ở nước ngoài, FBI chủ yếu là một cơ quan trong nước, duy trì 56 văn phòng thực địa tại các thành phố lớn trên khắp Hoa Kỳ và hơn 400 cơ quan thường trú tại các thành phố và khu vực nhỏ hơn trên toàn quốc. Tại một văn phòng thực địa của FBI, một cán bộ cấp cao của FBI đồng thời làm đại diện cho giám đốc tình báo quốc gia.
Mặc dù tập trung vào nội địa, FBI cũng duy trì dấu ấn quốc tế đáng kể với  điều hành 60 văn phòng Tùy viên pháp lý (LEGAT) và 15 văn phòng phụ tại các đại sứ quán và lãnh sự quán Hoa Kỳ trên toàn cầu. Các văn phòng nước ngoài này chủ yếu tồn tại với mục đích phối hợp với các cơ quan an ninh nước ngoài và thường không tiến hành các hoạt động đơn phương tại các quốc gia sở tại. FBI có thể và đôi khi thực hiện các hoạt động bí mật ở nước ngoài, giống như CIA có chức năng hạn chế trong nước. Những hoạt động này thường đòi hỏi sự phối hợp giữa các cơ quan chính phủ.
FBI được thành lập vào năm 1908 với tên gọi là Cục Điều tra, viết tắt là BOI hoặc BI. Tên của cơ quan này được đổi thành Cục Điều tra Liên bang (FBI) vào năm 1935. Trụ sở chính của FBI là Tòa nhà J. Edgar Hoover ở Washington, D.C. FBI có danh sách Mười tội phạm bị truy nã gắt gao nhất.

## Lịch sử

### Khởi điểm
Năm 1886, Tòa án Tối cao nhận thấy rằng liên bang không hề có đủ thẩm quyền điều chỉnh một số vấn đề xảy ra ở cùng lúc nhiều tiểu bang, dẫn đến Đạo luật Thương mại Liên bang ra đời năm 1887 nhằm tạo ra một cơ quan thực thi pháp luật có đủ thẩm quyền trong việc giải quyết các vụ việc mang tính chất cấp Liên bang. Tuy nhiên Bộ Tư pháp lại tỏ ra chậm chạp trong việc phân phối nguồn nhân lực cho Cục, dẫn đến Tổng Chưởng lý Charles Joseph Bonaparte phải nhờ đến các cơ quan khác, có cả Cơ quan Mật vụ để hỗ trợ điều tra. Tuy nhiên, Quốc hội đã thông qua bộ luật nghiêm cấm Bộ Tư pháp sử dụng nhân lực từ Bộ Ngân khố, do đó Tổng Chưởng lý phải tổ chức và thành lập Cục Điều tra một cách hoàn chỉnh với nhân sự là các đặc vụ riêng của Cục. Cơ quan Mật vụ đã hỗ trợ Bộ Tư pháp 12 đặc vụ và những đặc vụ này đã trở thành những đặc vụ đầu tiên của Cục Điều tra mới thành lập. Những đặc vụ đầu tiên của FBI hóa ra lại là những đặc vụ của Cơ quan Mật vụ, từ đó Cục chính thức có đầy đủ thẩm quyền theo Đạo luật Thương mại Liên bang năm 1887. FBI phát triển rất mạnh với một lượng đặc vụ rất dày đặc vào tháng 7 năm 1908 trong thời kì của Tổng thống Theodore Roosevelt, nhiệm vụ chính thức đầu tiên của Cục là thâm nhập và khảo sát về các nhà chứa để chuẩn bị thực thi pháp luật theo Đạo luật Buôn bán nô lệ da trắng hay còn gọi là Đạo luật Mann được ban hành vào 25 tháng 6 năm 1910. Năm 1932, Cục đổi tên là Cục Điều tra Hoa Kỳ. Năm sau đó, Cục kết hợp với Cục Kiểm soát Rượu và chất có cồn và được đặt tên lại là Đơn vị Điều tra trước khi tách ra và trở thành một Cục hoàn chỉnh trực thuộc Bộ Tư pháp vào năm 1935. Trong cùng năm đó, Cục chính thức đổi tên Đơn vị Điều tra thành Cục Điều tra Liên bang và được sử dụng cho đến ngày nay, viết tắt là FBI.

### Thời kì của J. Edgar Hoover
Giám đốc của Cục Điều tra J. Edgar Hoover trở thành giám đốc đầu tiên của Cục mới thành lập là Cục Điều tra Liên bang, nếu tính luôn thời gian lãnh đạo từ khi Cục là Cục Điều tra, rồi sang Đơn vị Điều tra và Cục Điều tra Liên bang, ông đã phục vụ 48 năm. Sau cái chết của Hoover, luật đã giới hạn lại thời gian nắm quyền của các giám đốc về sau chỉ tối đa 10 năm. Hoover có nhiều ảnh hưởng đáng kể trong hầu hết mọi kế hoạch và công việc của FBI trong nhiệm kì của mình, Phòng Thí nghiệm Khoa học Điều tra Tội phạm hay còn gọi là Phòng Thí nghiệm FBI ra đời năm 1932, ý tưởng chủ yếu là của Hoover.
Trong thời kì Chiến tranh với tội phạm trong thập niên 1930, các đặc vụ FBI đã bắt giữ hoặc giết chết rất nhiều tội phạm nguy hiểm mang trên mình các bản án về tội bắt cóc, trộm cướp và giết người trên toàn quốc, như John Dillinger, Baby Face Nelson, Kate Ma Baker, Alvin Creepy Karpis và George Machine Gun Kelly.
Ngoài ra, Cục còn có nhiệm vụ quan trọng khác là làm giảm phạm vi và ảnh hưởng của nhóm Ku Klux Klan. Thêm vào đó, nhờ vào Edwin Atherton, FBI đã thành công trong việc bắt giữ được cả đội quân khởi nghĩa tân Mexico dọc biên giới California trong thập niên năm 1920.

#### FBI và An ninh Quốc gia
Bắt đầu vào thập niên năm 1940 và tiếp tục vào thập niên 1970, Cục tiến hành điều tra các hoạt động gián điệp chống lại nước Mỹ và đồng minh. Cục đã bắt được 8 điệp viên theo Phát xít đang lên kế hoạch phá hoại nước Mỹ và xử tử 6 trong số 8 tên. Trong thời gian này, một liên minh giữa Hoa Kỳ và Anh quốc nỗ lực phá mã Venona(mã liên lạc tình báo và ngoại giao của Liên Xô) – mà FBI là cơ quan chủ đạo – đã hỗ trợ nhà cầm quyền đọc được thông tin liên lạc của Liên Xô. Nhờ những nỗ lực trên mà họ có thể xác định được có những người Mỹ làm việc cho tình báo Liên Xô. Hoover là người chỉ đạo trực tiếp chiến dịch này nhưng đã không thông báo cho Cơ quan Tình báo Trung ương (CIA) mãi cho đến năm 1952. Điểm nổi bật trong sự việc này là vụ bắt giữ Rudolf Abel năm 1957. Việc phát hiện ra điệp viên Xô Viết tại Hoa Kỳ đã thôi thúc nỗi ám ảnh từ lâu của Hoover về mối hiểm họa tiềm tàng mà ông nhận thấy được từ những Người Mỹ cánh tả, xuất xứ từ công đoàn của Đảng Cộng sản Hoa Kỳ cho đến những người thuộc phe Tự do.

#### FBI và hoạt động nhân quyền
Trong suốt thập niên 1950 và 1960, các quan chức FBI bắt đầu quan tâm nhiều đến sự ảnh hưởng của các lãnh tụ dân quyền. Đơn cử, năm 1956, Hoover đã làm một việc rất hiếm khi làm là gửi một bức thư mở tố cáo Bác sĩ T.R.M Howard, một lãnh tụ dân quyền, bác sĩ và là một nhà buôn phát đạt ở Mississippi, người đã chỉ trích sự vô trách nhiệm của FBI trong vụ giải quyết án mạng của George W. Lee, Emmett Till và những người da đen khác tại miền Nam. FBI đã thực hiện một chương trình giám sát nội địa gây nhiều tranh luận mang tên COINTELPRO nghĩa là Chương trình Phòng chống Tình báo. Chương trình tập trung điều tra các tổ chức chính trị bạo động bên trong nước Mỹ, bao gồm các tổ chức bất bạo động, tổ chức vũ trang và Liên đoàn Lãnh đạo Cơ đốc miền Nam.
Martin Luther King, Jr. từng là một mục tiêu thường xuyên bị điều tra. Theo lời của Carl Rowan, phóng viên tờ The Washington Post quả quyết rằng FBI đã gửi ít nhất một lá thư nặc danh kêu gọi King nên tự sát.
Tháng 3 năm 1971, một cơ quan địa phương của FBI tại Media, Pennsylvania bị trộm, kẻ trộm đã lấy đi nhiều tài liệu mật và gửi chúng cho một loạt các tuần báo trong đó có tờ Harvard Crimson. Trong số các tài liệu bị mất, có bản chi tiết chương trình COINTELPRO, với rất nhiều cuộc điều tra về những công dân bình thường – bao gồm một nhóm các sinh viên da đen tại trường đại học quân sự và con gái của Đại biểu Quốc hội Henry Reuss của Wisconsin. Cả đất nước choáng váng với những sự thật được phơi bày, nhiều Đại biểu Quốc hội bao gồm cả lãnh đạo đa số ở Hạ viện Hale Boggs đã tố cáo các hành động này của FBI, khi họ chứng minh được điện thoại của Boggs và một số đại biểu khác bị ghi âm lén.

#### FBI và vụ ám sát Kennedy

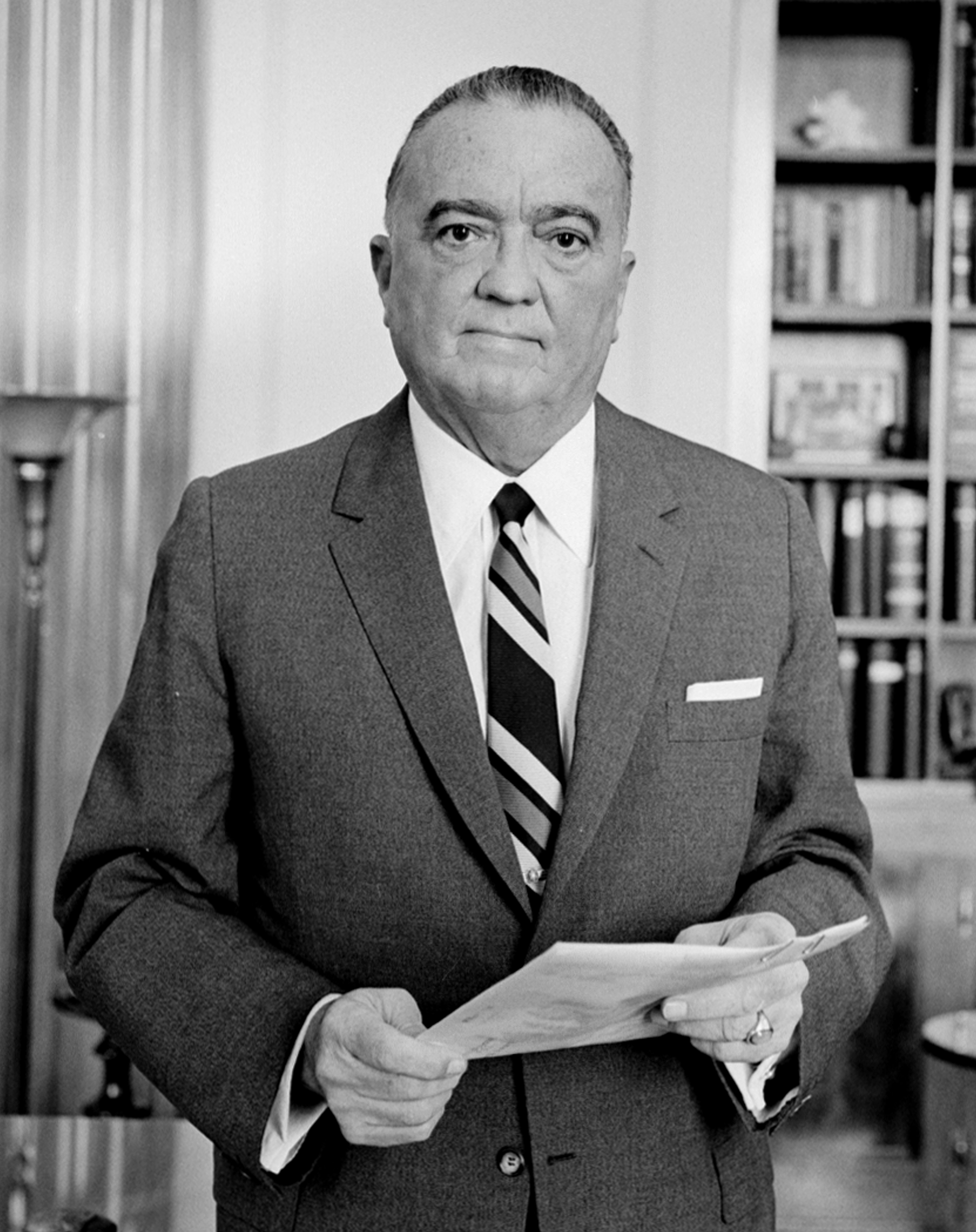
Giám đốc FBI J. Edgar Hoover.

Khi Tổng thống John F. Kennedy bị bắn chết, quyền điều tra được trao cho các phòng cảnh sát địa phương cho đến khi Tổng thống Lyndon B. Johnson chỉ định FBI trực tiếp vào việc. Việc làm này là để đảm bảo sự trật tự trong thứ bậc giải quyết án mạng ở cấp độ liên bang, Quốc hội đã tán thành khi thông qua dự luật giao quyền cho FBI tiếp quản điều tra về cái chết của các quan chức cấp liên bang.

### FBI và tội phạm có tổ chức
Nhằm đối phó với tội phạm có tổ chức, vào tháng 8 năm 1953, FBI đã tạo ra chương trình Top Hoodlum, chương trình đòi hỏi các cơ quan đại diện thu thập thông tin về các băng Đảng và địa bàn hoạt động của chúng rồi báo cáo thường xuyên về cho Washington để tổng hợp thông tin tình báo. Sau khi Quốc hội thông qua đạo luật Tệ tham nhũng và ảnh hưởng của các băng Đảng, viết tắt là RICO, FBI bắt đầu điều tra các nhóm buôn lậu rượu có tổ chức vốn thực hiện nhiều tội ác ở các thành phố chính và cả những thị trấn nhỏ. Tất cả mọi việc đều được FBI thực hiện bí mật và sử dụng nội gián bên trong các tổ chức này để tiêu diệt chúng. Mặc dù Hoover phủ nhận sự tồn tại của Nghiệp đoàn Tội phạm Quốc gia ở nước Mỹ, nhưng Cục đã thực hiện nhiều chiến dịch để chống lại các nghiệp đoàn và gia đình tội phạm, như Sam Giancana và John Gotti. Đạo luật RICO vẫn còn hiệu lực cho đến ngày nay để kiếm soát tội phạm có tổ chức và các cá nhân liên quan.
Tuy nhiên, vào năm 2003, một Ủy ban thuộc Quốc hội đã gọi chương trình nội gián chống tội phạm có tổ chức là một trong những sự thất bại nhất trong lịch sử của cơ quan thực thi pháp luật liên bang khi FBI kết án 4 người vô tội, 3 trong số đó bị kết án tử (sau đó giảm xuống chung thân). Bị can thứ tư bị kết án chung thân trong tù mà anh ta thi hành án ba thập kỷ. Vào tháng 7 năm 2007, thẩm phán quận Nancy Gertner đã cho thấy bằng chứng Cục đã cố tình kết tội 4 người trong vụ thanh toán xã hội đen giết chết Edward Teddy Deegan tháng 3 năm 1965. Chính phủ Hoa Kỳ đã phải bồi thường cho 4 bị can số tiền là 100 triệu$.

### Những đợt tái cơ cấu nổi bật thời Hoover

#### Đội đặc nhiệm FBI
Năm 1984, FBI thành lập một đội đặc nhiệm để hỗ trợ các vấn đề mới phát sinh tại Thế vận hội mùa hè năm 1984, đặc biệt là tội phạm khủng bố và trọng án. Việc thành lập đội trở nên cấp thiết hơn sau vụ Thế vận hội mùa hè năm 1972 tại Munich, Đức khi những kẻ khủng bố giết chết các vận động viên Israel. Đội được đặt tên là Đội Giải cứu con tin và thực hiện nhiệm vụ giống đội Cơ động Quốc gia nhằm giải quyết các vấn đề nghiêm trọng và vụ việc liên quan đến khủng bố. Song song, '"Đội Phân tích và Phản ứng Tội phạm Công nghệ cao (CART) được thành lập năm 1984. Cuối thập niên năm 1980, đầu thập niêm 1990, Cục có nhiều sự thuyên chuyển công tác cho các đặc vụ với hơn 300 người có nhiệm vụ từ chống tình báo nước ngoài cho đến trọng tội đều chuyển về trọng tội vì nhiệm vụ này đã được nâng lên hàng thứ 6 trong bảng ưu tiên quốc gia. Cùng với việc cắt giảm ngân sách cho đến thiết lập nhiều phòng ban mới, chống khủng bố không còn là công việc cấp thiết nữa sau Chiến tranh Lạnh, FBI trở thành công cụ hỗ trợ cảnh sát địa phương truy bắt các phạm nhân bỏ trốn trên phạm vi liên bang. Phòng thí nghiệm FBI hỗ trợ phát triển công nghệ thử DNA, công việc này tiếp tục phát triển và hỗ trợ đắc lực cho việc nhận dạng thay thế cho hệ thống nhận dạng vân tay vốn có từ lâu đời (từ năm 1924).

#### Những thành công đáng kể trong thập niên 1990
Giữa năm 1993 và 1996, FBI tập trung vào vai trò chống khủng bố khi làn sóng đánh bom đầu tiên bắt đầu sau sự kiện Trung tâm Thương mại Thế giới năm 1993 ở Thành phố New York và Thành phố Oklahoma năm 1995 và vụ bắt giữ Theodore Kaczynski năm 1996. Sự tiến bộ công nghệ và kỹ năng cao của các chuyên gia phân tích FBI đã giúp FBI đủ bằng chứng truy tố cả ba vụ việc, tuy nhiên FBI vẫn phải trải qua sự phản đối kịch liệt trong quần chúng, điều vẫn ám ảnh Cục cho đến ngày nay. Vào đầu và cuối thập niên năm 1990, FBI nhận trách nhiệm chính trong hai sự kiện Ruby Ridge và Waco Siege dẫn đến sự chết chóc gây náo động. Trong suốt Thế vận hội mùa hè năm 1996 tại Atlanta, Georgia, FBI bị chỉ trích trong việc điều tra vụ đánh bom Công viên Centennial Olympic. Vụ việc dấy lên một cuộc tranh luận giữa Richard Jewell, nhân viên an ninh tư nhân tại phòng xử án với một số tổ chức truyền thông, khi để lộ tên ông trong quá trình điều tra. FBI đã tiếp nhận và thiết lập việc nâng cấp công nghệ năm 1998 sau khi Quốc hội thông qua đạo luật Hỗ trợ Thông tin cho việc thực thi pháp luật (CALEA, 1994), đạo luật Trách nhiệm giải trình và Bảo hiểm Sức khỏe linh động (HIPAA, 1996) và đạo luật Gián điệp kinh tế (EEA, 1996). Để đối phó với diễn biến phức tạp trong công nghệ thông tin như vi rút, sâu và những chương trình gây hại khác trên máy tính có thể gây sự tàn phá nghiêm trọng ở Hoa Kỳ, FBI đã thiết lập Trung tâm Đánh giá Mối đe dọa cho Cơ sở hạ tầng và Điều tra Công nghệ thông tin (CITAC) và Trung tâm Bảo vệ Cơ sở hạ tầng Quốc gia (NIPC). Với sự phát triển đi lên của hệ thống viễn thông cũng dấy lên nhiều vấn đề phát sinh, FBI tăng sự hiện diện điều tra của mình trong việc giám sát an ninh quốc gia và an toàn công cộng.

#### Vụ khủng bố 11 tháng 9
Tân Giám đốc FBI Robert Mueller, người nhận nhiệm sở chỉ một tuần trước vụ khủng bố, đã kêu tái tổ hợp là cấu trúc và hoạt động của FBI. Ông đã đặt tất cả các tội liên bang lên hàng ưu tiên, bao gồm chống khủng bố, ngăn chặn tình báo nước ngoài, chú tâm vào các mối đe dọa an ninh mạng, tội phạm công nghệ cao khác, bảo vệ dân quyền, tuyên chiến với tham nhũng công, tội phạm có tổ chức, tội phạm cổ trắng và các trọng tội liên quan đến bạo lực khác.
18.2.2001 Robert Hanssen bị bắt giữ khi đang bán tài liệu mật cho chính phủ Nga. Thông tin sau đó cho biết Hanssen là nhân viên cao cấp của FBI bán thông tin tình báo từ đầu 1979 cho đến nay. Ông bị kết tội phản bội và bị kết án tù chung thân vào năm 2002, vụ việc cho thấy vẫn còn nhiều kẽ hở bên trong nhân sự của FBI. Có tin đồn cho biết Hanssen đã cung cấp thông tin dẫn đến vụ khủng bố 11 tháng 9.
Ủy ban 11 tháng 9 đã ra thông cáo vào ngày 22 tháng 7 năm 2004 tuyên bố rằng FBI và Cơ quan Tình báo Trung ương (CIA) đã không tham khảo thông tin tình báo về sự kiện có thể dẫn đến vụ khủng bố 11 tháng 9 năm 2001. Bản báo cáo cũng chỉ trích rất nhiều về Cục khi Cục đã không hoàn thành đúng nhiệm vụ được giao và yêu cầu phải có sự thay đổi bên trong FBI. Trong khi FBI đã tán thành với hầu hết các ý kiến đề nghị, bao gồm cả việc Giám đốc Tình báo Quốc gia sẽ giám sát Cục, thì một số thành viên của Ủy ban 11/9 vẫn công khai chỉ trích FBI vào tháng 10 năm 2005 khi Cục chỉ thay đổi cho có hình thức mà không có tính căn cơ.
Tháng 7 năm 2007, tờ Washington Post xuất bản đoạn trích từ sách của Giáo sư Amy Zegart thuộc Đại học Los Angeles-California mang tựa đề Spying Blind: The CIA, the FBI, and the Origins of 9/11. Tựa báo nêu tin rằng các tài liệu cho thấy CIA và FBI đã làm lỡ mất 23 cơ hội để phá vỡ âm mưu khủng bố 11 tháng 9. Lý do chủ yếu trong vụ việc này bao gồm: ý tưởng mới và văn hóa chống sự thay đổi trong Cục, việc đề bạt không thích hợp và sự tính thiếu hợp tác giữa hai cơ quan CIA và FBI với các cơ quan khác trong Cộng đồng Tình báo Hoa Kỳ. Bài báo cũng chỉ trích tính tập trung hóa của FBI dẫn đến sự thiếu hiệu quả trong liên lạc và hợp tác giữa các văn phòng FBI khác nhau. FBI đã không phát triển hiệu quả của các cơ quan chống khủng bố và gián điệp nước ngoài do sự cổ hữu trong việc cách tân FBI. Ví dụ như FBI luôn đối xử bất công giữa các đặc vụ với các nhân viên còn lại, phân biệt hóa giữa các chuyên viên phân tích với nhân viên thợ máy và lao công.

## Cơ cấu Tổ chức và Cấp bậc

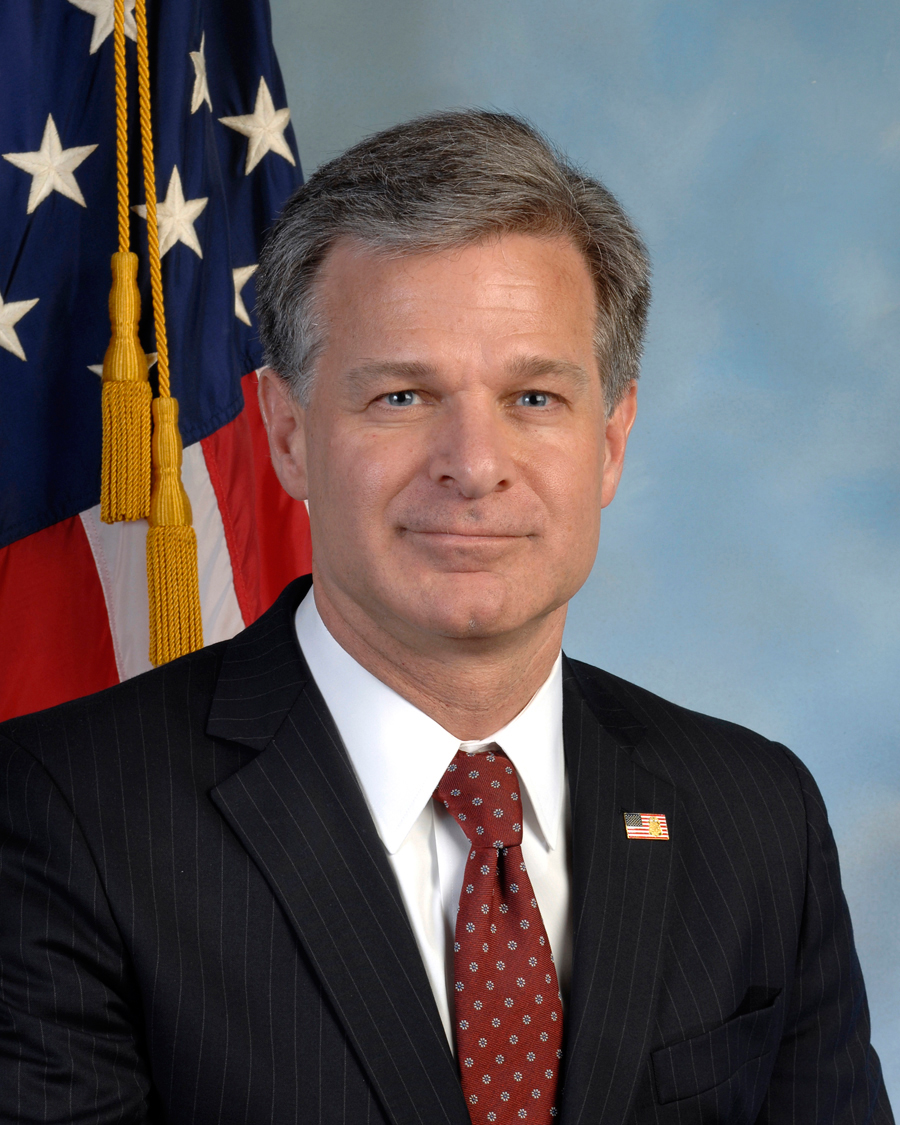
Giám đốc đương nhiệm của FBI Chris Wray.

FBI được tổ chức thành năm nhánh dựa vào chức năng và Văn phòng Giám đốc bao gồm nhiều văn phòng hành chính đi kèm. Đứng đầu mỗi nhánh là Trợ lý Điều hành Giám đốc, mỗi phòng và đơn vị sẽ do Trợ lý Giám đốc điều hành.
- Văn phòng Giám đốc (Office of the Director)
  - Phòng Quốc hội vụ (Office of Congressional Affairs)
  - Phòng Cơ hội Việc làm Bình đẳng (Office of Equal Employment Opportunity Affairs)
  - Phòng Pháp lý (Office of the General Counsel)
  - Phòng các vấn đề Liêm chính và Tuân thủ quy định (Office of Integrity and Compliance)
  - Phòng Thanh tra (Office of the Ombudsman)
  - Phòng Trách nhiệm Nghề nghiệp (Office of Professional Responsibility)
  - Phòng Công vụ (Office of Public Affairs)
  - Đơn vị Thanh tra (Inspection Division)
  - Đơn vị Hậu cần và Cơ sở (Facilities and Logistics Services Division)
  - Đơn vị Tài chính (Finance Division)
  - Đơn vị Quản lý Dữ liệu (Records Management Division)
  - Phòng Kế hoạch Nguồn lực (Resource Planning Office)
  - Đơn vị An ninh (Security Division)
- Bộ phận An ninh Quốc gia (National Security Branch)
  - Đơn vị Phản gián (Counterintelligence Division)
  - Đơn vị Chống Khủng bố (Counterterrorism Division)
  - Ban Giám sát Tình báo (Directorate of Intelligence)
  - Ban Giám sát Vũ khí Hủy diệt Hàng loạt (Weapons of Mass Destruction Directorate)
- Bộ phận Hình sự, Công nghệ, Phản ứng nhanh và Cơ quan (Criminal, Cyber, Response, and Services Branch)
  - Đơn vị Điều tra Hình sự (Criminal Investigative Division)
  - Đơn vị Mạng máy tính (Cyber Division (Giám đốc: Gordon M Snow))
  - Đội Phản ứng Tình huống Khẩn cấp (Critical Incident Response Group)
  - Phòng Chiến dịch Quốc tế (Office of International Operations (Giám đốc: Joseph M. Demarest))
  - Phòng Điều phối Thực thi Pháp luật (Office of Law Enforcement Coordination)
- Bộ phận Nguồn nhân sự (Human Resources Branch)
  - Đơn vị Huấn luyện (Training Division)
  - Đơn vị Nhân sự (Human Resources Division)
- Bộ phận Công nghệ và Khoa học (Science and Technology Branch)
  - Đơn vị Thông tin Tư pháp Hình sự (Criminal Justice Information Services Division)
  - Đơn vị Phòng thí nghiệm (Laboratory Division)
  - Đơn vị Hoạt động Công nghệ (Operational Technology Division)
  - Phòng Ứng dụng và Công nghệ đặc biệt (Special Technologies and Applications Office)
- Bộ phận Công nghệ Thông tin (Information and Technology Branch)
  - Đơn vị Hoạt động Công nghệ Thông tin (Information Technology Operations Division)
  - Phòng Kế hoạch và Chính sách Công nghệ Thông tin (Office of IT Policy & Planning)
  - Phòng Quản lý Chương trình Công nghệ Thông tin (Office of IT Program Management)
  - Phòng Phát triển Công nghệ Thông tin (Office of IT Systems Development)
  - Phòng Kiến thức (Office of the Chief Knowledge Officer)

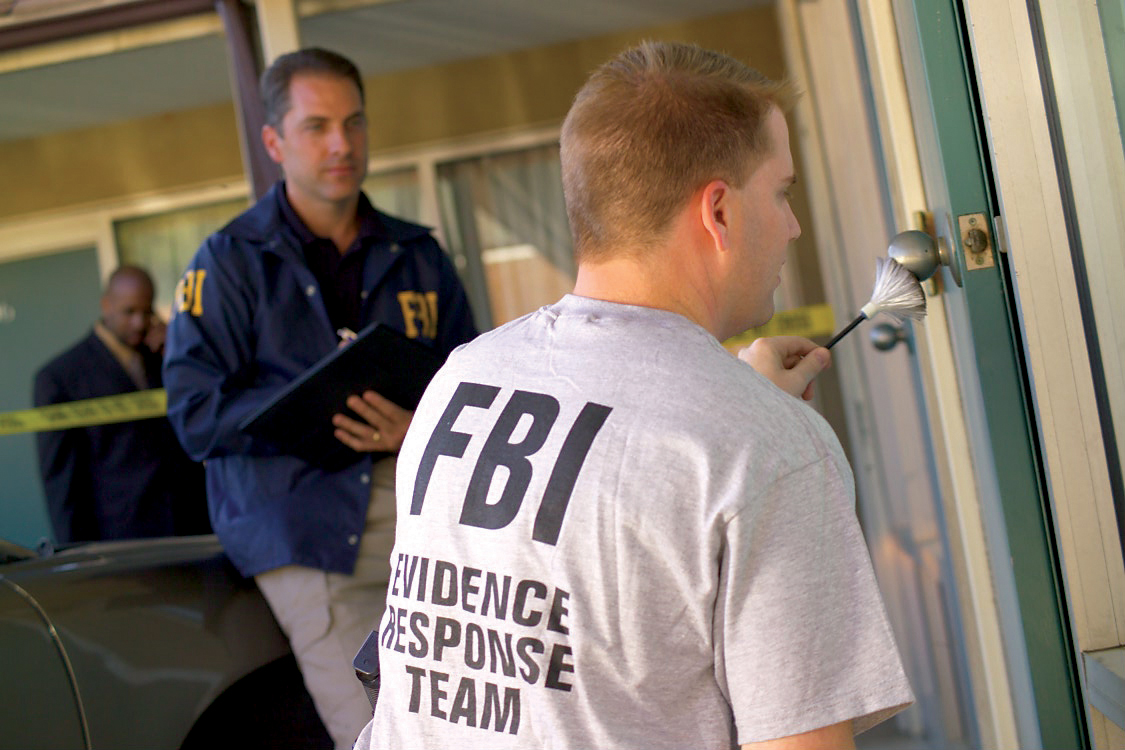
Đội Khám nghiệm Chứng cứ FBI.

Danh sách cấu trúc cấp hàm từ thấp đến  trong FBI:
- Đặc vụ Tập sự
- Đặc vụ
- Đặc vụ Thâm niên
- Giám sát viên
- Phó Trợ lý Điều hành
- Trợ lý Điều hành
- Trợ lý Toàn quyền (ASAC)
- Đặc vụ Toàn quyền (SAC)
- Phó Chánh văn phòng
- Chánh văn phòng và Cố vấn của Giám đốc
- Trợ lý Giám đốc
- Phó Giám đốc
- Giám đốc Cục Điều tra Liên bang

## Cơ sở hạ tầng

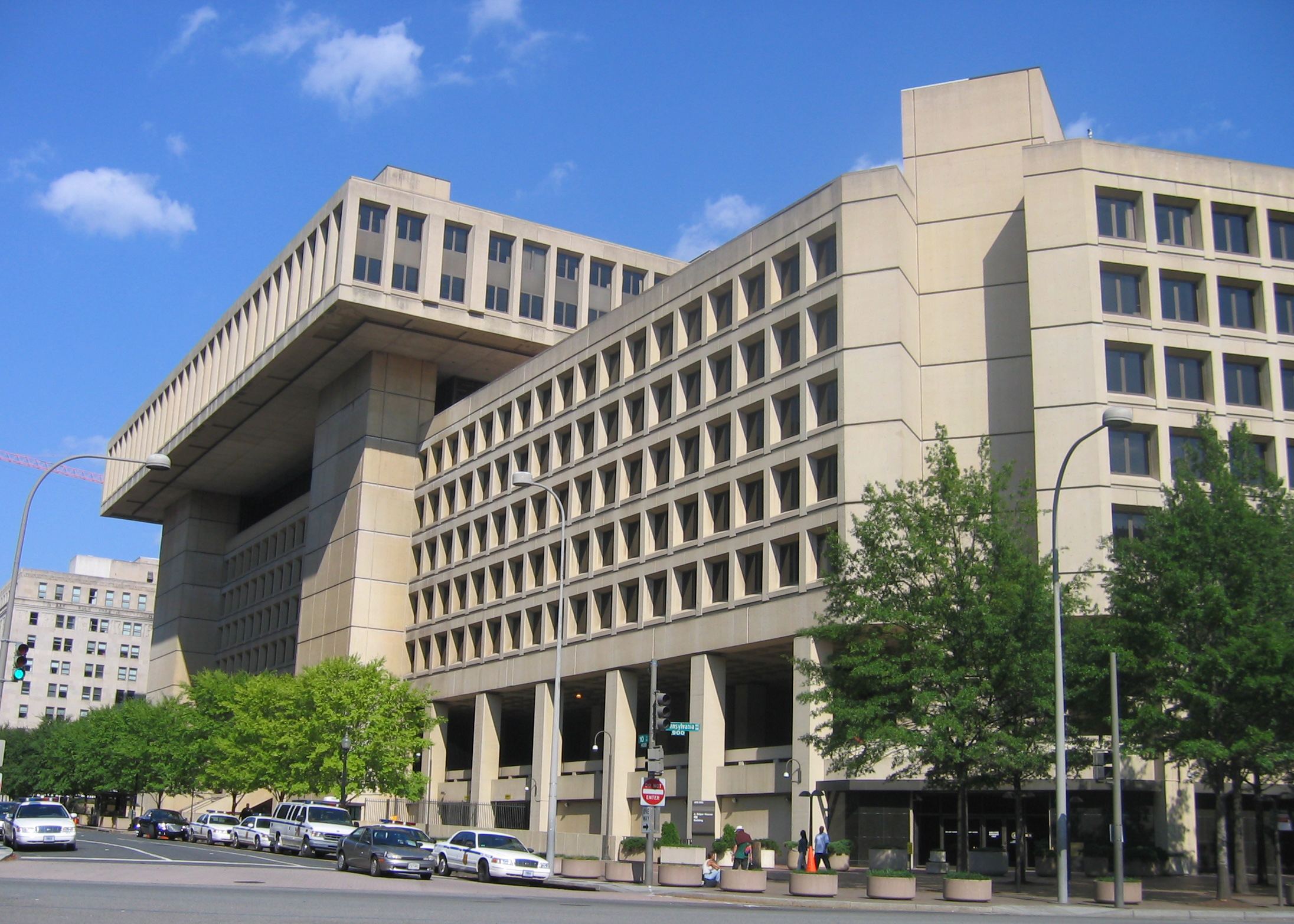
Tòa nhà J. Edgar Hoover.

Trụ sở chính của FBI là tòa nhà J. Edgar Hoover tại thủ đô Washington, D.C, cùng với 56 văn phòng đại diện tại các thành phố chính trên khắp lãnh thổ Mỹ. Bên cạnh đó, Cục cũng duy trì các cơ quan đại diện tại địa phương cùng với hơn 50 tùy viên pháp lý tại các tòa đại sứ và lãnh sự Hoa Kỳ trên thế giới. Nhiều cơ quan chuyên môn của FBI tọa lạc tại khu tiện nghi ở Quantico, Virginia, trung tâm dữ liệu với 96 triệu mẫu vân tay trên khắp Hoa Kỳ và của tù nhân được nhà chức trách Hoa Kỳ lấy mẫu ở Ả Rập Xê Út, Yemen, Iraq và Afghanistan tại trụ sở ở Clarksburg, West Virginia. Theo đạo luật Tự do Thông tin yêu cầu thì FBI đang chuẩn bị chuyển Đơn vị Quản lý Dữ liệu về Winchester, Virginia.
Theo tuần báo "Washington Post", FBI đang xây dựng kho chứa tuyệt mật tại tầng 4 tòa nhà J. Edgar Hoover ở Washington, D.C. Kho này chứa dữ liệu về hàng chục ngàn công dân Hoa Kỳ và người cư trú hợp pháp chưa từng bị truy tố bất kỳ tội gì. Bất cứ người nào cũng có thể bị nghi ngờ, cảnh sát trưởng thị trấn, cảnh sát giao thông cho đến người hàng xóm.
Phòng Thí nghiệm FBI được thiết lập từ khi còn Cục chỉ mới là Cục Điều tra, và chuyển về tòa nhà J. Edgar Hoover khi nó hoàn thành vào năm 1974. Phòng thí nghiệm chủ yếu tập trung vào các công việc phân tích DNA, sinh vật học và hoa học tự nhiên. Các dịch vụ trong phòng thí nghiệm bao gồm "Hóa học", "Hệ thống Chỉ số Kết hợp AND"(CODIS), "Phân tích và Phản ứng Máy tính", "Phân tích DNA", "Phản ứng Vật chứng", "Chất nổ", "Súng đạn và nhận diện vũ khí", "Âm thanh Pháp lý", "Hình ảnh Pháp lý", "Phân tích Ảnh", "Nghiên cứu Khoa học Pháp lý, "Huấn luyện Khoa học Pháp lý", "Phản ứng Vật chất nguy hiểm", "Đồ họa Điều tra và Dự đoán", "In Chìm", "Phân tích Vật liệu", "Tài liệu Chất vấn", "Hồ sơ Băng Đảng", "Phân tích Ảnh Đặc biệt", "Đồ án Cấu trúc" và "Dấu vết Chứng cứ". Có rất nhiều cơ quan địa phương, liên bang và quốc tế sử dụng dịch vụ của Phòng Thí nghiệm FBI, Phòng còn có một phòng thí nghiệm khác ở Học viện FBI.
Học viện FBI tọa lạc tại Quantico, Virginia, là FBI sử dụng phòng thí nghiệm máy tính và liên lạc. Đây cũng là nơi mà các đặc vụ mới được cử đi học trước khi nhận nhiệm sở., họ phải trải qua khóa huấn luyện 21 tuần cho từng người. Năm 1972, học viện chính thức được sử dụng, ngoài nhiệm vụ huấn luyện cho các đặc vụ của riêng mình, học viện còn mở lớp cho các nhân viên ở cơ quan thực thi pháp luật địa phương và cấp bang được mời dự tại trung tâm huấn luyện. Các đơn vị FBI ở Quantico gồm "Đơn vị Huấn luyện Cảnh sát và Cơ động", "Đơn vị Huấn luyện Bắn", "Trung tâm Huấn luyện và Nghiên cứu Khoa học Pháp lý", "Đơn vị Dịch vụ Công nghệ"(TSU), "Đơn vị Huấn luyện Điều tra", "Đơn vị Liên lạc Thực thi Pháp luật", "Đơn vị khoa Khoa học Quản lý và Lãnh đạo"(LSMU), "Đơn vị Huấn luyện Thể chất", "Đơn vị Huấn luyện Tân binh"(NATU), "Đơn vị khoa Áp dụng Thực tiễn"(PAU), "Đơn vị Huấn luyện Điều tra Máy tính" và "Đại học Nghiên cứu Phân tích".
Năm 2000, FBI bắt đầu kế hoạch bộ ba để nâng cấp cơ sở hạ tầng Công nghệ Thông tin đã lỗi thời. Theo kế hoạch này, thì Cục sẽ phải mất 3 năm và chi ngân sách vào khoảng 380 triệu$, nhưng rồi Cục phải làm chậm tiến độ vì chi phí bội ngân. Cục nỗ lực để đưa máy tính và thiết bị mạng hiện đại vào áp dụng thành công, nhưng việc phát triển phần mềm điều tra, được giao cho Tập đoàn Công nghệ Ứng dụng Quốc tế làm, lại là một thảm họa. "Hồ sơ vụ việc Ảo"(VCF) lại trở nên vô tích sự vì không đạt được mong muốn và tạo nhiều thay đổi trong quản lý. Tháng 1 năm 2005, hơn hai năm sau đó, thời điểm mà phần mềm nguyên bản phải được hoàn thành đúng hẹn, FBI chính thức ngừng kế hoạch. Hơn 100 triệu$ được chi cho dự án xem như mất trắng. FBI lại tiếp tục sử dụng Hệ thống Hỗ trợ Vụ án Tự động vốn đã hơn cả thập kỷ, mà các chuyên gia Công nghệ Thông tin xem vô tích sự. Tháng 3 năm 2005, FBI thông báo một kế hoạch về phần mềm mới đầy tham vọng có tên mã là Sentinel dự kiến sẽ hoàn thành vào năm 2009.
Phần mềm Carnivore được Cục dùng trong suốt nhiệm kỳ của Clinton để kiểm soát thư điện tử và các giao tiếp điện tử khác. Sau khi bị báo giới chỉ trích quá nhiều, FBI đã quyết định đổi tên của hệ thống từ "Carnivore" sang "DCS1000". DCS có nghĩa là hệ thống thu thập điện tử với chức năng không thay đổi. Tuần báo Associated Press đăng tin FBI sẽ dừng Carnivore vào năm 2001, để chuyển sang phần mềm khác là NarusInsight.
Đơn vị Dịch vụ Thông tin Tội phạm Tư pháp (CJIS), ở Clarksburg, West Virginia là đơn vị trẻ nhất của FBI, thành lập vào năm 1991 và chính thức hoạt động vào năm 1995. Đơn vị là nơi cất giữ tài liệu quan trọng, và cũng là nơi của nhiều chương trình như "Trung tâm Thông tin Tội phạm"(NCIC), "Báo cáo Tội phạm"(UCR), "Nhận dạng Vân tay", "Hệ thống Nhận dạng Vân tay Tự động"(IAFIS), "NCIC 2000" và "Hệ thống Báo cáo Tình trạng Quốc gia"(NIBRS). Nhiều cơ quan địa phương và liên bang đã sử dụng hệ thống này để làm nguồn cho việc điều tra bằng phương thức mã hóa an toàn. FBI cung cấp nhiều công cụ nhận dạng đặc biệt và dịch vụ thông tin cho các cơ quan thực thi pháp luật địa phương, tiểu bang, liên bang và quốc tế.
FBI chịu trách nhiệm quản lý "Trung tâm Dịch thuật Ảo Quốc gia" để cung cấp nguồn dịch chính xác và đúng giờ từ các thông tin tình báo nước ngoài của Cộng đồng Tình báo.

#### Lỗi trong phân tích bằng chứng đầu đạn

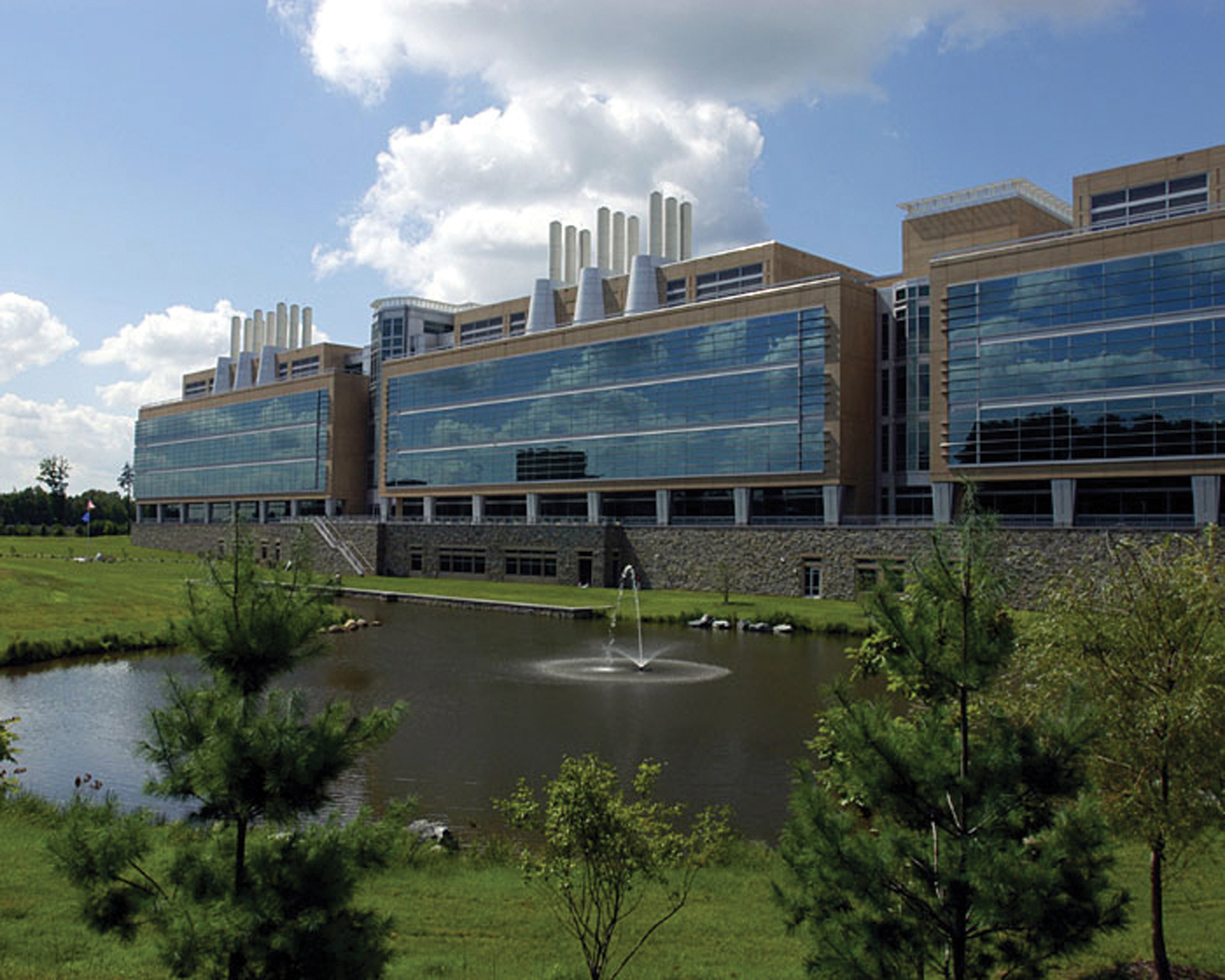
Phòng thí nghiệm FBI.

Trong hơn 40 năm, phòng thí nghiệm tội ác của FBI tại Quantico tin rằng mỗi đầu đạn có một đặc trưng hóa học duy nhất, do đó có thể đem tháo rời và phân tích, có thể xác định được viên đạn, không những xác định được viên đạn đến từ nhà máy nào mà còn biết được nó nằm ở hộp đạn nào. Học viện Khoa học Quốc gia đã bỏ ra 18 tháng để làm một cuộc khảo sát độc lập về kỹ thuật so sánh phân tích đầu đạn. Năm 2003, Hội đồng Nghiên cứu Quốc gia xuất bản báo cáo kêu gọi chất vấn về thử nghiệm 30 năm của FBI. Bản chất vấn cho thấy kết quả mà FBI dùng hoàn toàn không đầy đủ và kết luận rằng việc xác định được các mảnh đạn từ hộp đạn nào là hoàn toàn phóng đại, điều này cho thấy Cục đã sai lầm theo luật chứng cứ. Một năm sau, FBI quyết định dừng phân tích đầu đạn.
Trong hơn 2,500 vụ án sử dụng biện pháp phân tích, có thể có hơn hàng trăm ngàn vụ mà phòng thí nghiệm FBI sử dụng biện pháp trên để cung cấp chứng cứ pháp lý trước tòa án. Mỗi trường hợp, bằng chứng có thể đã sai và làm chệch hướng điều tra. Chính phủ Hoa Kỳ đã phải ban bố nghĩa vụ pháp lý để thông báo cho các bị can biết bất kỳ thông tin nào mà họ có thể cung cấp về sự vô tội của mình ngay cả khi họ đã bị kết án. Chỉ duy nhất có FBI xác nhận được vụ án nào có sử dụng phân tích đầu đạn, nhưng Cục không công bố thông tin trên.
Theo kết quả điều tra của chương trình "60 Phút/Washington Post" năm 2007, Cục đã lên tiếng sẽ xác nhận, xem xét và công bố các vụ án liên quan và thông báo cho bên công tố về các trường hợp bị sai kết quả chứng cứ.

### Nhiệm vụ và quyền ưu tiên
Trong năm tài chính 2010, ngân quỹ tối thiểu của FBI xấp xỉ 7.9 tỉ$, bao gồm 618 triệu$ được sử dụng trong chương trình chống khủng bố, tội phạm máy tính, bạo loạn, vũ khí huỷ diệt hàng loạt, tội phạm "cổ trắng" và các chương trình huấn luyện.
Nhiệm vụ chính của FBI là bảo vệ và phòng thủ nước Mỹ trước các mối đe dọa khủng bố và tình báo nước ngoài, phòng chống và thực thi pháp luật đối với tội phạm Hoa Kỳ và dịch vụ thông tin tội phạm tư pháp và nâng cao khả năng tự lập cho các cơ quan, đối tác liên bang, tiểu bang, thành phố và quốc tế.
Hiện tại, FBI tập trung điều tra các vụ việc ưu tiên sau:
1. Bảo vệ Hoa Kỳ khỏi các vụ khủng bố;
2. Bảo vệ Hoa Kỳ chống lại các hoạt động tình báo và điệp báo của nước ngoài;
3. Bảo vệ Hoa Kỳ chống lại các cuộc tấn công tin tặc và công nghệ cao;
4. Đấu tranh với tham nhũng công ở mọi cấp độ;
5. Bảo vệ dân quyền;
6. Đấu tranh với các tổ chức, doanh nghiệp tội phạm trong nước và xuyên quốc gia;
7. Đấu tranh với loại tội phạm trí thức cao;
8. Đấu tranh với tội ác bạo loạn nghiêm trọng;
9. Hỗ trợ các đối tác liên bang, tiểu bang và quốc tế;
10. Nâng cấp Công nghệ để hoàn thành nhiệm vụ của FBI một cách thành công.

Đội SWAT của FBI.

Vào tháng 8 năm 2007, FBI sẽ điều tra các tội ác hàng đầu như:
1. Cướp ngân hàng và tội nghiêm trọng (107 tội)
2. Ma túy (104 tội)
3. Nỗ lực và âm mưu tội ác (81 tội)
4. Khai thác tình dục trẻ em (53 tội)
5. Giả mạo thư tín và lừa đảo (51 tội)
6. Giả mạo ngân hàng (31 tội)
7. Tổ chức đánh bạc trái phép (22 tội)
8. Giả mạo đường truyền, radio và ti vi (20 tội)
9. Đạo luật Hobbs (Cướp của và tống tiền ảnh hưởng đến thương mại liên bang) (17 tội)
10. Đạo luật chống tham nhũng tổ chức và ảnh hưởng của băng Đảng (RICO) (17 tội)

## Địa vị Pháp lý
Nhiệm vụ của FBI được thành lập theo bộ luật số 28 của Hoa Kỳ, Phần 533, cho phép Tổng Chưởng lý Hoa Kỳ chỉ định quan chức để điều tra các tội ác chống lại Hoa Kỳ. Những đạo luật khác cho phép FBI quyền và trách nhiệm điều tra các tội ác riêng biệt.
J. Edgar Hoover bắt đầu sử dụng ghi âm điện thoại vào thập niên năm 1920 trong thời kì Cấm Rượu ở Hoa Kỳ nhầm bắt những kẻ buôn lậu rượu. Một vụ án năm 1927, một tay buôn lậu rượu bị bắt khi đoạn ghi âm được đưa đến Tòa án Tối cao Hoa Kỳ, vốn đã cho phép FBI được phép sử dụng ghi âm phục vụ quá trình điều tra và không được vi phạm Điều 4 Sửa đổi của Hiến pháp Hoa Kỳ, quy định FBI không được xâm phạm gia trang bất hợp pháp của người khác để hoàn thành việc ghi âm. Sau khi Luật cấm Rượu bị bãi bỏ, Quốc hội Hoa Kỳ đã cấm việc ghi âm qua điện thoại, nhưng cho phép đặt máy nghe lén. Trong trường hợp khác tại Tòa án Tối cao, tòa án quy định năm 1939 chiếu theo điều luật 1934, các chứng cứ do FBI thu thập được bằng cách thu âm lén điện thoại sẽ không được chấp nhận tại tòa. Tòa án Tối cao năm 1967 đã thay đổi vụ án năm 1927, cho phép đặt máy nghe trộm, sau khi Quốc hội thông qua đạo luật "An toàn đường phố và kiểm soát tội ác trên xe buýt", cho phép các nhà chức trách thu âm qua điện thoại sau khi họ có trát bắt giữ.
Nhờ vào đạo luật "Chống tham nhũng có tổ chức và Ảnh hưởng của băng Đảng" mà FBI có được công cụ để tiến hành các chiến dịch chống lại tội phạm có tổ chức. Theo đạo luật "Dân quyền" năm 1964, FBI đồng thời chịu trách nhiệm thực thi và điều tra các tội danh liên quan đến bạo lực sẽ bị truy tố bởi cơ quan chủ quản là Bộ Tư pháp. Ngoài ra FBI cũng hợp tác với Cơ quan Bài trừ Ma túy (DEA) theo đạo luật "Kiểm soát Chất gây nghiện" năm 1970.
Đạo luật "Ái Quốc Hoa Kỳ" đã gia tăng rất nhiều quyền lực cho FBI, đặc biệt trong việc thu âm qua đường dây hữu tuyến và kiểm soát hoạt động của Internet. Một trong những điều khoản gây tranh cãi nhiều nhất đó là điều khoản "ẩn mình và nhìn trộm" cho phép FBI có quyền khám nhà khi người chủ nhà đi đâu xa và không cần phải thông báo ngay cho chủ nhà mà phải chờ đến vài tuần sau. Dưới nhiều điều khoản trong đạo luật "Ái Quốc Hoa Kỳ", FBI được phép lật lại hồ sơ thư viện của những nghi phạm khủng bố (điều mà Cục không được phép làm kể từ thập niên 1970).
Đầu thập niên năm 1980, Thượng viện tổ chức kiểm tra các hoạt động ngầm của FBI sau vụ tranh cãi Abscam. Năm sau đó, nhiều lời đề nghị được đưa ra nhằm thắt chặt lại các hoạt động của FBI.
Tháng 3 năm 2007, Tổng Thanh tra thuộc Bộ Tư pháp đã mô tả về FBI là "lạm dụng diễn ra khắp nơi và nghiêm trọng" trong việc gửi thư an ninh quốc gia, một loại trát hành chính được dùng để yêu cầu hồ sơ và dữ liệu liên quan đến một cá nhân nào đó. Bản báo cáo cho thấy giữa năm 2003 và năm 2005, FBI đã cấp phát hơn 140,000 thư an ninh quốc gia, rất nhiều trong số đó liên quan đến những người không hề có chút liên hệ nào đến khủng bố.
Nguồn tin thu thập được để FBI dùng trong điều tra sẽ được trình bày cho Viên Chưởng lý hoặc viên chức thuộc Bộ Tư pháp phù hợp, người được phép quyết định nên đưa vụ việc ra tòa hoặc hành động khác.
FBI thường hay hợp tác trong công việc với các cơ quan liên bang khác, như "Tuần tra Bờ biển Hoa Kỳ" (USCG) và "Bảo vệ Biên giới và Hải quan Hoa Kỳ"(CBP) trong lĩnh vực an ninh hải cảng hoặc sân bay, và "Ban An tòa Vận tải Quốc gia" trong điều tra máy bay rơi và các tai nạn nghiêm trọng khác. Cơ quan "Kiểm soát Nhập cư và Hải quan Hoa Kỳ"(ICE) là cơ quan duy nhất có đủ quyền lực gần với FBI để phối hợp điều tra. Sau vụ khủng bố ngày 11 tháng 9, FBI duy trì một vai trò đáng kể trong việc điều tra các tội liên bang.

## Nhân sự
Theo số liệu tháng 12 năm 2009, FBI có tổng cộng 33,652 nhân viên. Trong đó bao gồm 13,412 đặc vụ và 20,420 chuyên viên hỗ trợ, như chuyên viên phân tích tình báo, chuyên gia ngôn ngữ, nhà khoa học, kỹ thuật viên công nghệ thông tin và các chuyên viên trong lĩnh vực khác.
Trang Tưởng niệm các sĩ quan đã hi sinh cung cấp lý lịch của 57 sĩ quan FBI hi sinh trong lúc làm nhiệm vụ từ năm 1925 đến năm 2009.

### Quy trình Tuyển dụng
Để nộp đơn cho vị trí nhân viên FBI, thí sinh phải ở độ tuổi 23 đến 37. Tuy nhiên, việc này phụ thuộc vào Phòng Quản lý Nhân sự, đối với các thí sinh là cựu quân nhân có giới thiệu sẽ được dự tuyển ngay cả khi hơn 37 tuổi. Năm 2009, Phòng Quản lý Nhân sự đã phát hành cuốn cẩm nang hướng dẫn:OPM Letter Lưu trữ ngày 8 tháng 8 năm 2012 tại Wayback Machine Ứng viên phải có bằng công dân Hoa Kỳ, lý lịch tốt và có bằng cử nhân hệ 4 năm. Tất cả các nhân viên FBI đều được yêu cầu kiểm tra an ninh tối mật. Để thành công trong kì kiểm tra an ninh tối mật, các ứng viên tiềm năng phải vượt qua một loạt các "cuộc điều tra lý lịch bản thân phạm vi đơn"(SSBI) do Phòng Quản lý Nhân sự đưa ra. Các ứng viên đặc vụ phải vượt qua bài "Kiểm tra Thể chất"(PFT) bao gồm 300 mét chạy, 1 phút duỗi thẳng, hít đất hết cỡ và chạy 2.4 km. Ngoài ra ứng viên phải vượt qua đợt kiểm tra tim mạch với các câu hỏi về tiền sử sử dụng ma túy.
Sau khi các ứng viên tiềm năng vượt qua kì sát hạch kiểm tra tối mật và đồng ý ký vào đơn SF-312, họ sẽ tham dự trại huấn luyện FBI tại Căn cứ Thủy quân Lục chiến ở Quantico, Virginia. Các ứng viên trải qua 21 tuần tại Học viện FBI, tại đây họ tiếp tục 500 giờ học và 1000 giờ thực huấn. Sau khi tốt nghiệp, tân đặc vụ FBI sẽ được bố trí trên khắp Hoa Kỳ và thế giới, tùy vào khả năng riêng của từng người. Các chuyên viên hỗ trợ sẽ làm việc tại một trong các tòa nhà dành riêng mà FBI sở hữu. Tuy nhiên, bất kỳ đặc vụ hay nhân viên hỗ trợ nào cũng có thể bị chuyển công tác bất kỳ lúc nào nếu Cục cảm thấy cần họ hỗ trợ cho phòng đại diện hoặc một trong 400 cơ quan tại địa phương của FBI.

## Các Giám đốc FBI qua các thời kỳ
|   | Chân dung | Giám đốc                    | Nhiệm kỳ                                       | Thời gian        | Tổng thống                                                                                                   |
| - | --------- | --------------------------- | ---------------------------------------------- | ---------------- | --- |
| 1 |           | J. Edgar Hoover             | 1 tháng 7 năm 1935 – ngày 2 tháng 5 năm 1972   | 36 năm, 306 ngày | Franklin D. Roosevelt; Harry S. Truman; Dwight D. Eisenhower; John F. Kennedy; Lyndon Johnson; Richard Nixon |
| — |           | Clyde Tolson (Quyền)        | 2 tháng 5 năm 1972 – ngày 3 tháng 5 năm 1972   | 1 ngày           | Richard Nixon                                                                                                |
| — |           | L. Patrick Gray (Quyền)     | 3 tháng 5 năm 1972 – ngày 27 tháng 4 năm 1973  | 359 ngày         | Richard Nixon                                                                                                |
| — |           | William Ruckelshaus (Quyền) | 30 tháng 4 năm 1973 – ngày 9 tháng 7 năm 1973  | 70 ngày          | Richard Nixon                                                                                                |
| 2 |           | Clarence M. Kelley          | 9 tháng 7 năm 1973 – ngày 15 tháng 2 năm 1978  | 4 năm, 221 ngày  | Richard Nixon; Gerald Ford; Jimmy Carter                                                                     |
| — |           | James B. Adams (Quyền)      | 15 tháng 2 năm 1978 – ngày 23 tháng 2 năm 1978 | 8 ngày           | Jimmy Carter                                                                                                 |
| 3 |           | William H. Webster          | 23 tháng 2 năm 1978 – ngày 25 tháng 5 năm 1987 | 9 năm, 91 ngày   | Jimmy Carter; Ronald Reagan                                                                                  |
| — |           | John E. Otto (Quyền)        | 26 tháng 5 năm 1987 – ngày 2 tháng 11 năm 1987 | 160 ngày         | Ronald Reagan                                                                                                |
| 4 |           | William S. Sessions         | 2 tháng 11 năm 1987 – ngày 19 tháng 7 năm 1993 | 5 năm, 259 ngày  | Ronald Reagan; George H. W. Bush; Bill Clinton                                                               |
| — |           | Floyd I. Clarke (Quyền)     | 19 tháng 7 năm 1993 – ngày 1 tháng 9 năm 1993  | 44 ngày          | Bill Clinton                                                                                                 |
| 5 |           | Louis Freeh                 | 1 tháng 9 năm 1993 – ngày 25 tháng 6 năm 2001  | 7 năm, 297 ngày  | Bill Clinton; George W. Bush                                                                                 |
| — |           | Thomas J. Pickard (Quyền)   | 25 tháng 6 năm 2001 – ngày 4 tháng 9 năm 2001  | 71 ngày          | George W. Bush                                                                                               |
| 6 |           | Robert Mueller              | 4 tháng 9 năm 2001 – ngày 4 tháng 9 năm 2013   | 12 năm, 0 ngày   | George W. Bush; Barack Obama                                                                                 |
| 7 |           | James Comey                 | 4 tháng 9 năm 2013 – ngày 9 tháng 5 năm 2017   | 3 năm, 247 ngày  | Barack Obama; Donald Trump                                                                                   |
| — |           | Andrew McCabe (Quyền)       | 9 tháng 5 năm 2017 – ngày 2 tháng 8 năm 2017   | 85 ngày          | Donald Trump                                                                                                 |
| 8 |           | Christopher A. Wray         | 2 tháng 8 năm 2017 – nay                       | 7 năm, 239 ngày  | Donald Trump                                                                                                 |

## Vũ khí
Một đặc vụ FBI được trang bị khẩu Glock đời 22 với loại đạn.40 S&W, các khẩu Glock đời 17, 19 và 26 với đạn 9mm Luger, Mẫu 23, 27 và.40 S&W được phép mang như súng dự phòng. Các đặc vụ thuộc "Đội Giải cứu Con tin" và đội SWAT được sử dụng khẩu Springfield mẫu 1911A1 đạn.45 ACP và M4A1 cabine.

## Ấn bản

Tướng cướp John Dillinger.

Ấn phẩm "Bản tin FBI" được xuất bản hàng tháng do "Đơn vị Thông tin FBI" chủ quản, với nhiều bài viết hấp dẫn người đọc là nhân sự tại các cơ quan thực thi pháp luật địa phương và tiểu bang. Ấn bản đầu tiên được xuất bản năm 1932 với tựa đề "Nhân vật bị truy nã gắt gao nhất", "Bản tin FBI" bao gồm nhiều chủ đề công nghệ và giải pháp như bản đồ tội phạm và sử dụng vũ lực, nghiên cứu tội phạm tư pháp và hệ thống cảnh báo Vi-CAP, được dùng cho các vụ trọng án và tội phạm bị truy nã.
Ngoài ra, FBI còn xuất bản nhiều bài báo cáo cho nhân sự bên ngành thực thi pháp luật và cả người dân bình thường về nhiều chủ đề như thực thi pháp luật, khủng bố, tội phạm mạng, tội phạm kinh tế, tội phạm bạo lực và thống kê. Tuy nhiên, đa số các bài viết của FBI đều được Phòng Chương trình Tư pháp trực thuộc Bộ Tư pháp xuất bản và phân phối bởi "Cơ quan Chứng nhận Tội phạm Tư pháp Quốc gia".

### Thống kê tội ác
Thập niên năm 1920, FBI bắt đầu phát hành các bản báo cáo về tội ác từ số liệu của các phòng cảnh sát địa phương. Nhưng do sự hạn chế của hệ thống trong giai đoạn thập niên 1960 và 1970 – nạn nhân thường không trình báo với cảnh sát – Bộ Tư pháp đã phát triển phương pháp thay thế là kiểm tra tội ác và điều tra nạn nhân.

#### Báo cáo tội ác của nhân viên công lực
Báo cáo tội ác của nhân viên công lực (UCR) biên tập lại dữ liệu từ hơn 17,000 cơ quan thực thi pháp luật trên toàn Hoa Kỳ. Họ cung cấp thông tin liên quan đến tội ác bao gồm bắt bớ, kết thúc vụ án và thông tin sĩ quan thực thi pháp luật. UCR tập trung chủ yếu vào các dữ liệu liên quan đến tội ác liên quan đến bạo lực, tội ác hằn thù chủng tộc và tội ác trong tranh chấp tài sản. Hệ thống UCR phản ánh hầu hết các vụ án nghiêm trọng liên quan đến tội ác và rất ít đề cập đến "hãm hiếp".
Bản báo cáo thường niên năm 2006 cho thấy tội ác liên quan đến bạo lực tăng 1.3% còn tội ác liên quan đến tài sản giảm 2.9% so với năm 2005.

#### Hệ thống Báo cáo Tai nạn Quốc gia
Hệ thống Báo cáo Tai nạn Quốc gia (NIBRS) là hệ thống thống kê tội ác nhằm mục đích bổ sung những hạn chế của hệ thống UCR. Cơ quan thực thi pháp luật dùng hệ thống này để thu thập và tổng hợp dữ liệu về tình hình tội ác. Các cơ quan địa phương, tiểu bang, liên bang cập nhật dữ liệu từ hệ thống quản lý hồ sơ của họ lên NIBRS. Năm 2004, 5,271 cơ quan thực thi pháp luật đã cập nhật thông tin lên dữ liệu NIBRS. Con số thu được đại diện cho 20% dân số Hoa Kỳ và 16% dữ liệu thống kê tội ác của FBI thu thập được.

## Trên phương tiện truyền thông
FBI thường xuyên được đưa lên màn ảnh của nhiều bộ phim, FBI được lột tả dưới nhiều góc độ từ sự liên quan trực tiếp đến quá trình tự sáng tạo cho đến FBI đại diện cho cái tốt, chân lý tốt, tham khảo ý kiến và kết thúc vụ án.
Các bộ phim mà cơ quan FBI được xướng tên:
- "Face/Off" của đạo diễn Ngô Vũ Sâm với sự tham gia của Nicolas Cage và John Travolta.
- "The Rock (phim)" đạo diễn Michael Bay nói về một nhân viên phòng thí nghiệm FBI (Nicolas Cage) hỗ trợ chính phủ Hoa Kỳ chống lại một cuộc nổi loạn của binh sĩ ở nhà tù Alcatraz.
- "Catch me if you can" đạo diễn Steven Spielberg nói về một nhân viên FBI (Tom) đang truy bắt tên tội phạm làm giả chứng thư ngân hàng (Leonardo DiCaprio).
- "Live Free or Die Hard" cuộc chiến trên mạng giữa FBI và các thế lực hacker khi chúng đang tìm cách gây hại cho nước Mỹ. Phim có sự góp mặt của Bruce Willis.
- "The Silence of the Lambs" là một bộ phim rùng rợn xoay quanh một tên tội phạm bệnh hoạn (Anthony Hopkins) và nữ nhân viên FBI (Jodie Foster).
- "Supernatural (phim truyền hình), phim đề cập tới nhiều tình tiết có liên quan đến FBI khi họ truy đuổi anh em nhà Winchester với một loạt các tội danh liên quan.
- "The X-Files nói về cuộc tìm kiếm sự sống ngoài hành tinh của hai nhân viên FBI Fox Mulder và Dana Scully.
- "Public Enemies" nói về tướng cướp nổi tiếng thập niên 1930 John Dillinger (Johnny Depp) và nỗ lực của FBI trong việc bắt giữ hắn.
- "Shooter" nói về một âm mưu tối mật nhằm ám sát một nhân vật cấp cao, dẫn đến sự dính líu của Trung sĩ Bob Lee Swagger(Mark Wahlberg) và quá trình tự chứng minh mình vô tội.
- Trong "Thám tử lừng danh Conan" (名探偵コナン), một số đặc vụ giả tưởng đã sang Nhật Bản để truy đuổi Tổ chức Áo Đen (Xem chi tiết trong danh sách nhân vật của phim).

## Kiến thức ngoài
- HSI BOOK Government HSI Files
- Charles, Douglas M. (2007). J. Edgar Hoover and the Anti-interventionists: FBI Political Surveillance and the Rise of the Domestic Security State, 1939–1945. Columbus, Ohio: The Ohio State University Press. ISBN 0814210619.
- Kessler, Ronald (1993). The FBI: Inside the World's Most Powerful Law Enforcement Agency. Pocket Books Publications. ISBN 0-6717-8657-1.
- Powers, Richard Gid (1983). G-Men, Hoover's FBI in American Popular Culture. Southern Illinois University Press. ISBN 0-8093-1096-1.
- Sullivan, William (1979). The Bureau: My Thirty Years in Hoover's FBI. Norton. ISBN 0-393-01236-0.
- Theoharis, Athan G. (1988). The Boss: J. Edgar Hoover and the Great American Inquisition. John Stuart Cox. Temple University Press. ISBN 0-87722-532-X.
- Theoharis, Athan G. (2000). The FBI: A Comprehensive Reference Guide. Tony G. Poveda, Susan Rosenfeld, Richard Gid Powers. Checkmark Books. ISBN 0-8160-4228-4.
- Theoharis, Athan G. (2004). The FBI and American Democracy: A Brief Critical History. Kansas: University Press. ISBN 0-7006-1345-5.
- Tonry, Michael (ed.) (2000). The Handbook of Crime & Punishment. Oxford University Press. ISBN 0-19-514060-5. {{Chú thích sách}}: |first= có tên chung (trợ giúp)
- Trahair, Richard C. S. (2004). Encyclopedia of Cold War Espionage, Spies, and Secret Operations. Ballentine: Greenwood Press. ISBN 0-313-31955-3.
- Williams, David (1981). "The Bureau of Investigation and its Critics, 1919–1921: the Origins of Federal Political Surveillance". Journal of American History. Quyển 68 số 3. Organization of American Historians. tr. 560–579. doi:10.2307/1901939. ISSN 0021-8723.